# 太监弄

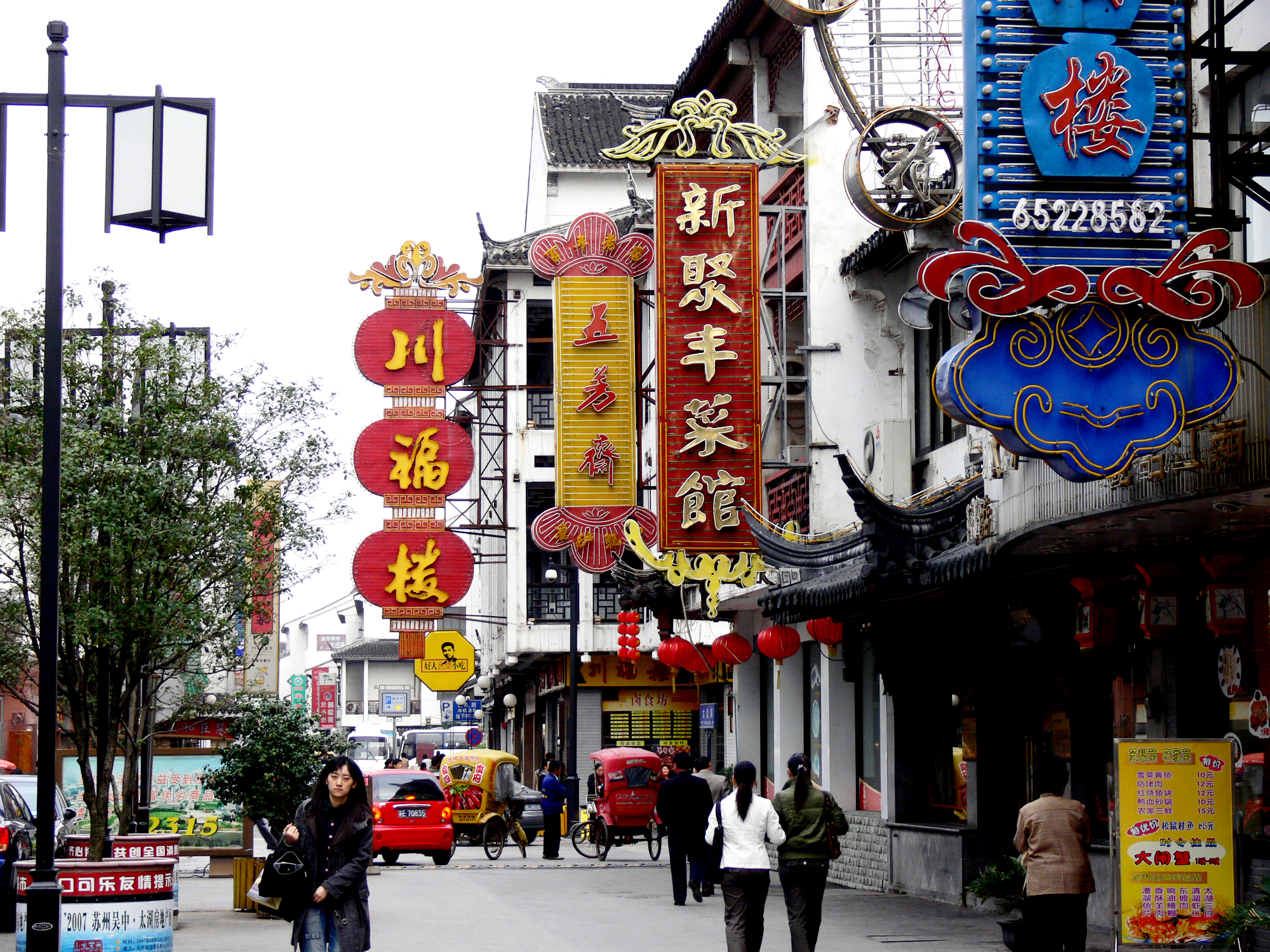
观前街太监弄

太监弄是中国江苏省苏州市市中心观前街南侧的一条街巷，該道路被視為传统苏州美食一条街。
太监弄东西走向，东起宫巷，西越北局至邵磨针巷，长200多米。

## 历史
太监弄因明代负责苏州织造局的太监们聚居于此而得名。该弄最初名为“宫巷南西巷”，后来以两个太监的姓名命名为“金玉如意弄”。
自1860年庚申之劫之后，苏州的商业中心开始由阊门外转移到城墙内的观前街一带；1911年前后，北局（原明清织染局旧址）废址逐步开发为苏州新兴的娱乐商业中心：基督教青年会、苏州电影院、大光明电影院、东吴乾坤大剧场（后称开明大戏院）、新苏旅社以及国货商场(今人民商场)，紧邻的太监弄随之也繁荣起来。1912年，江南园林风格的吴苑茶馆在太监弄开业，茶馆内外聚集大批小吃茶点摊肆。
1937年，阊门外石路商业区遭日军飞机轰炸，商店毁损过半，饮食店转向观前一带营业。1939年，太监弄拓宽时，三和菜馆、味雅菜馆、上海老正兴、北平老正兴、苏州老正兴、新新菜饭店、功德林素菜馆、大春楼面馆、大东粥店等众多饮食行业店铺纷纷来此择址开业，菜馆、酒楼几乎占满了整条太监弄，加上附近还有松鹤楼菜馆、宫巷义昌福等名店，在苏州开始形成“吃煞太监弄”的俗谚。  
1956年公私合营后，太监弄饮食店在网点调整时逐步迁并，吴苑茶馆也被辟为旧货市场。

## 现状
1980年代，苏州市商业系统重新规划恢复了太监弄美食街，店铺采用仿古江南酒楼建筑。1982年，得月楼菜馆落成开业，1984年，王四酒家从常熟来此，京华菜馆、上海老正兴、功德林素菜馆、五芳斋面馆等10余家著名菜馆也相继建成，松鹤楼菜馆也经历了扩建。

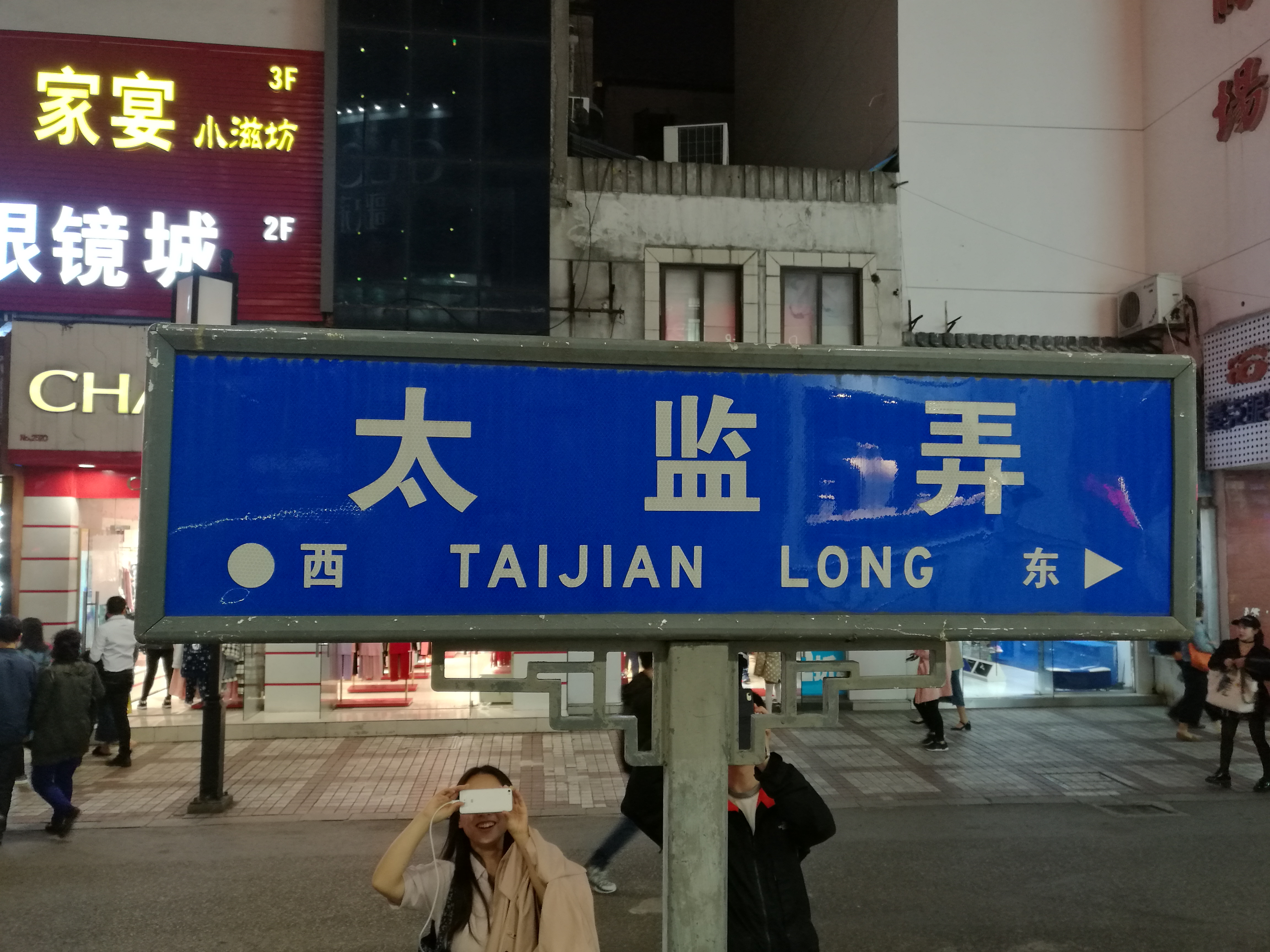
游人争相拍照的路牌
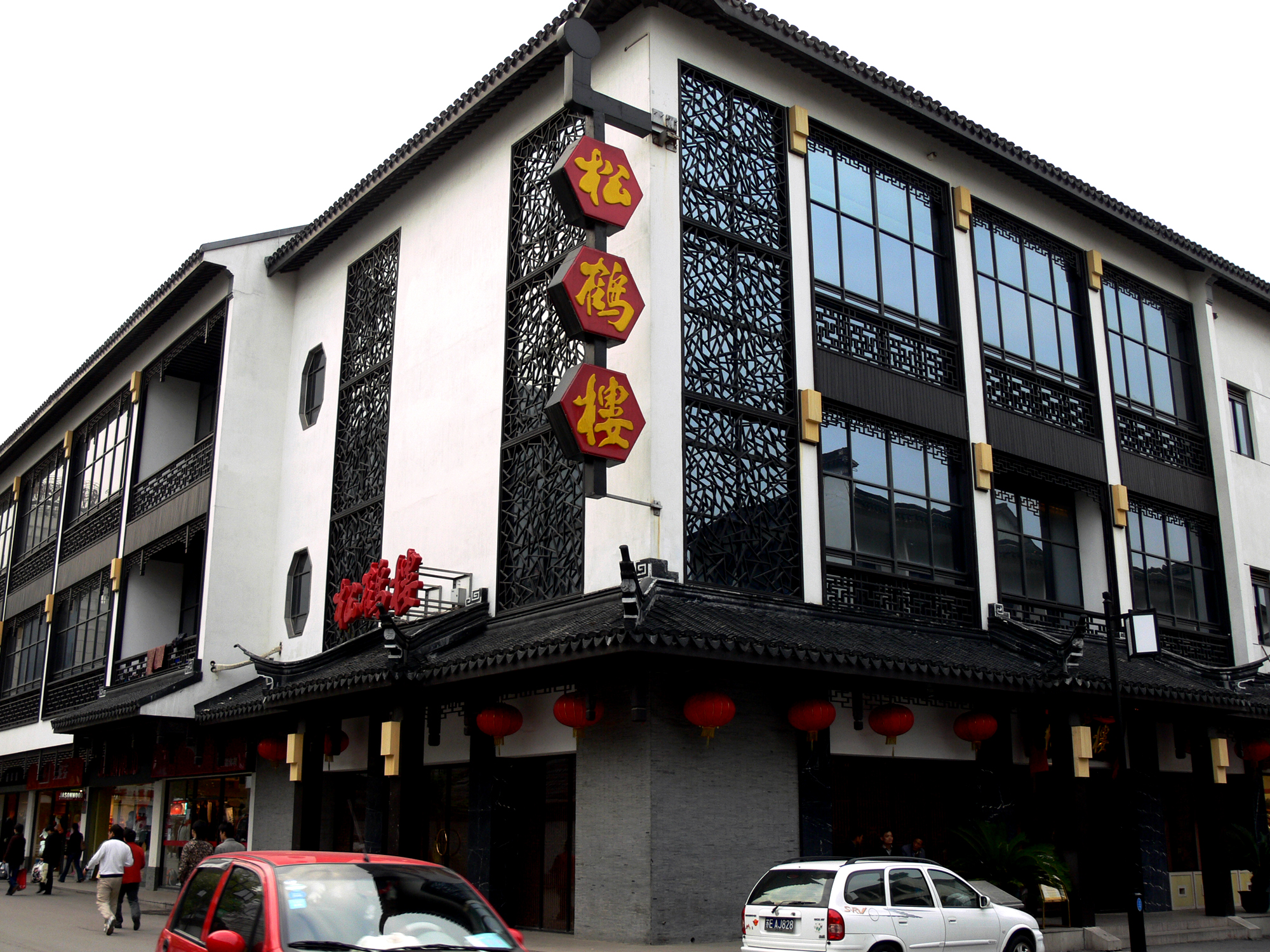
松鹤楼
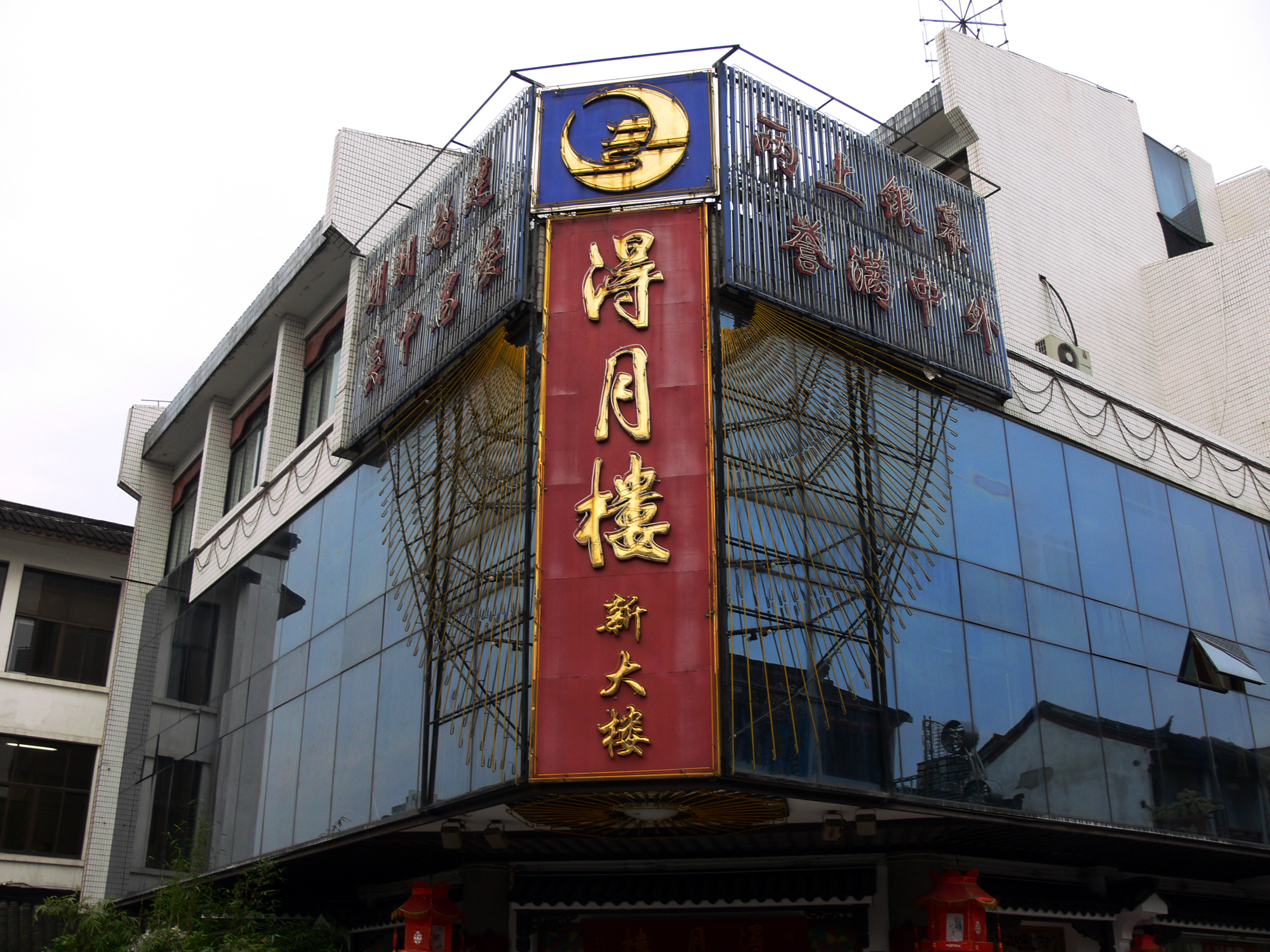
得月楼
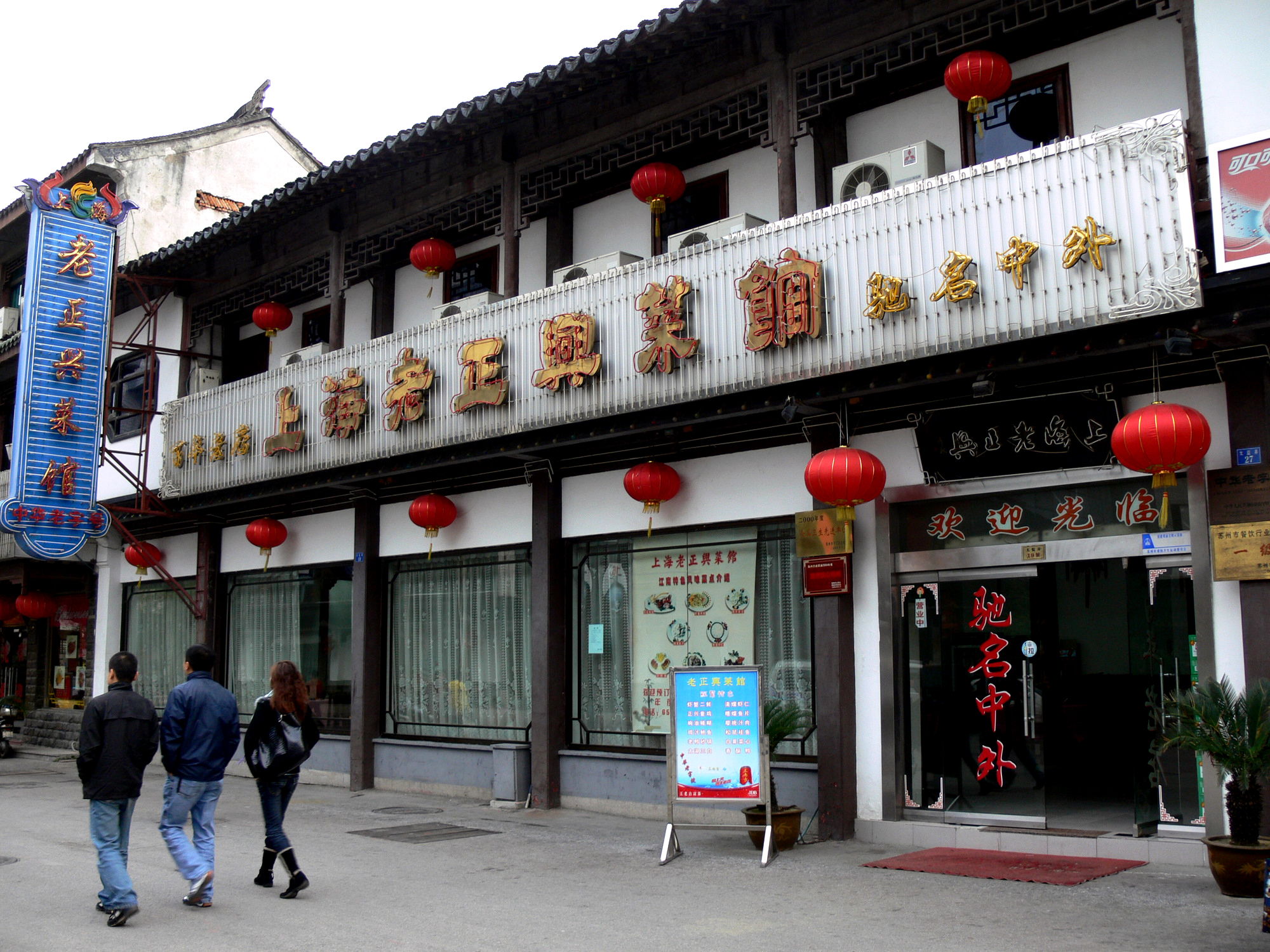
苏州太监弄上海老正兴菜馆
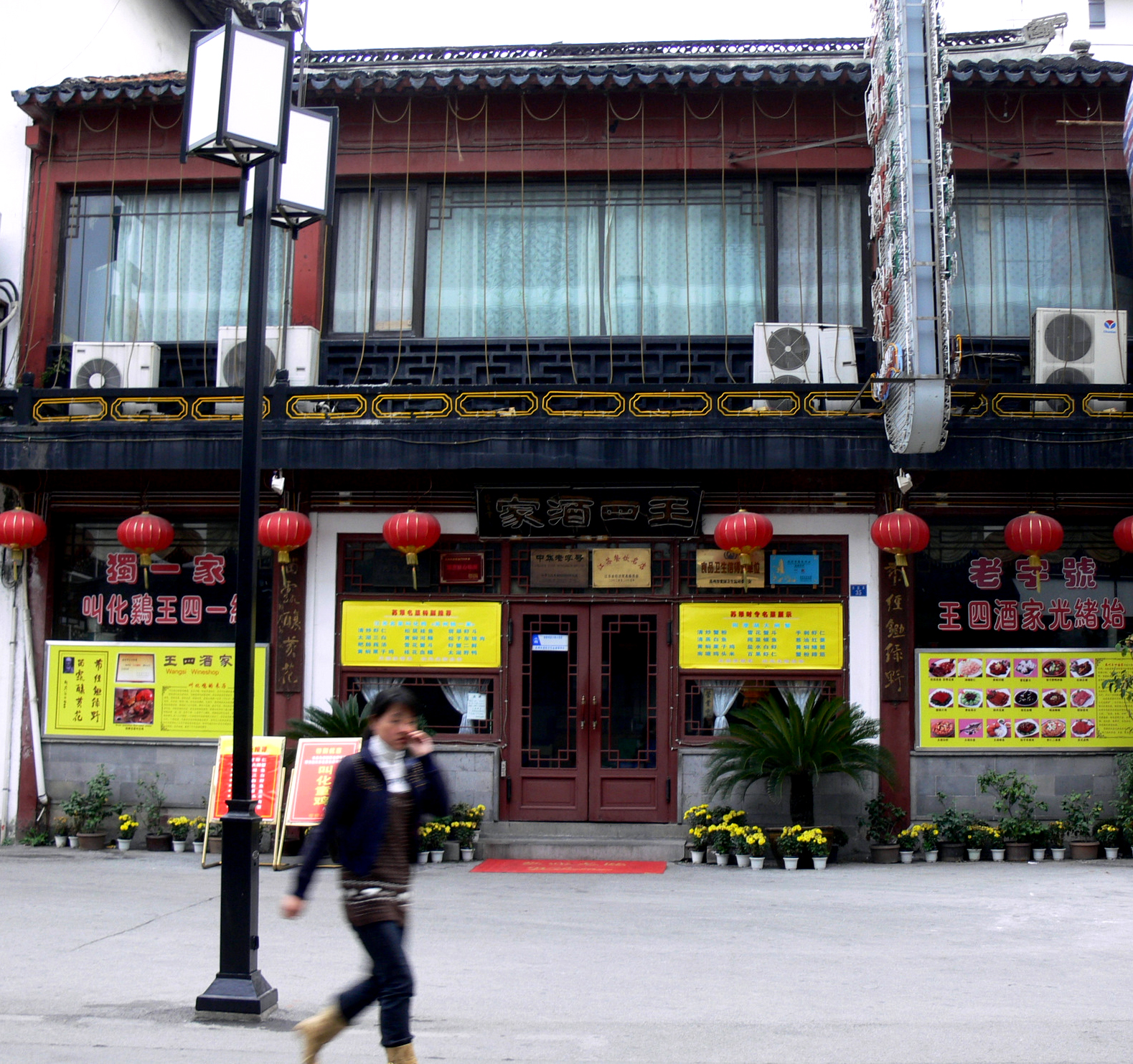
苏州太监弄王四酒家